# Andrzej Bejrowski
Andrzej Bejrowski, niem. Andreas Beirowski (ur. 17 kwietnia 1954) – polski lekkoatleta, mistrz i reprezentant Polski.

## Kariera sportowa
Był uczniem Zasadniczej Szkoły Budowlanej w Gdańsku, następnie Technikum Komunikacyjnego w Gdańsku. Występował w barwach Lechii Gdańsk (1971-1976) i Bałtyku Gdynia (1977-1981).
Reprezentował Polskę na mistrzostwach Europy juniorów w 1973, zajmując 4. miejsce w rzucie dyskiem, z wynikiem 53,22 i 10. miejsce w pchnięciu kulą, z wynikiem 14,38. W 1977 wystąpił w jednym i w 1979 w dwóch kolejnych meczach międzypaństwowych (bez zwycięstw indywidualnych).
W 1973 został mistrzem Polski juniorów w rzucie dyskiem i wicemistrzem Polski w tej samej grupie wiekowej w pchnięciu kulą. Na mistrzostwach Polski seniorów zdobył jeden medal: złoty w rzucie dyskiem w 1979. 
Na początku lat 80. wyjechał do Niemiec. W barwach Bayer Leverkusen został w 1982 wicemistrzem RFN w pchnięciu kulą w 1983 halowym mistrzem RFN w tej samej konkurencji. W 1982 i 1983 uzyskał w RFN najlepszy wynik w pchnięciu kulą (odpowiednio 19,98 i 19,11).
Rekord życiowy w pchnięciu kulą: 19,98 (17.08.1982) w rzucie dyskiem: 63,50 (6.09.1978).